# Fotoautomat

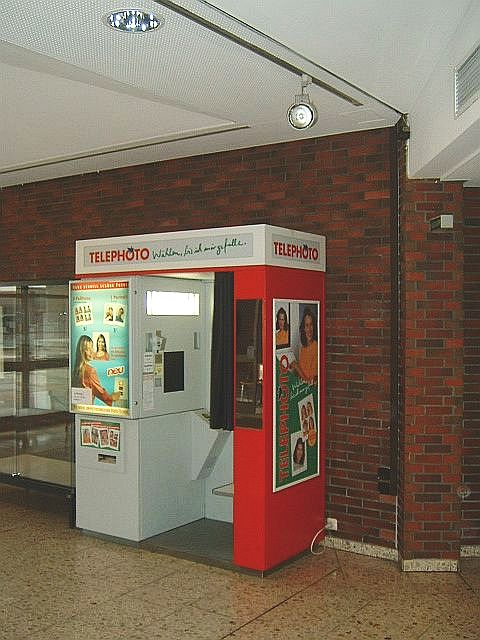
Fotoautomat in einem öffentlichen Gebäude

Ein Fotoautomat ist ein technisches System, das durch einen Auslöser (wie Touchscreen, Knopfdruck oder Münzeinwurf) automatisch fotografische Bilder aufnimmt, ohne dass eine Anwesenheit eines Fotografen erforderlich ist. Die Aufnahmen werden anschließend entweder digital oder in gedruckter Form zur Verfügung gestellt.

## Fotokabine
Ein klassischer Fotoautomat, auch als Fotokabine bekannt, ist eine fest installierte Raumkonstruktion mit typischen Maßen von etwa 2 m × 2 m × 1 m. Diese Automaten sind mit einer automatischen Kamera und einer Fotoschnellentwicklungsmaschine oder einen Bilddrucker ausgestattet, das auf Münzeinwurf oder mittlerweile Kartenzahlung basiert. Ursprünglich für Passbilder und spontane Erinnerungsfotos konzipiert, finden sich Fotoautomaten häufig an öffentlichen Orten wie Bahnhöfen, Flughäfen oder Einkaufszentren. Moderne Geräte nutzen Digitalkameras und computergesteuerte Drucker. In einigen Fällen können Bilder über ein Netzwerk direkt an Behörden übermittelt werden, wie zum Beispiel in Rathäusern für Passfotos. Hier wird speziell auf den Bildern eine Identifikationsnummer auf den Ausdrucken vermerkt, auf die die Angestellten schnell zugreifen können.

### Funktionsweise
Fotokabinen sind in der Regel mit einem höhenverstellbaren Sitz oder einer Bank ausgestattet. Nach der Bezahlung macht die Kamera, die sich hinter einer Glasscheibe befindet, mehrere Aufnahmen im Abstand von wenigen Sekunden. Üblich sind zwei bis vier Bilder, wobei einige Modelle bis zu acht Fotos schießen können. Ein akustisches und optisches Signal weist auf die nächste Aufnahme hin. Nach der letzten Aufnahme erfolgt der Bildausdruck, der einige Minuten dauern kann. Der Kunde selbst kann zwischen den Layouts (Einzelbild / Mehrfachlayout) wählen. Moderne Fotoautomaten sind mit automatischer Gesichtserkennung und Sprachsteuerung ausgestattet, um Bilder für Ausweisdokumente anzufertigen. Auch Schablonen für biometrische Bilder für die richtige Positionierung können angezeigt werden. Neuere Geräte sind einem Signatur-Tablet und einem Fingerabdruck-Scanner ausgestattet damit Bilder hergestellt werden können, die den Anforderungen für den Elektronischen Reisepass und den Personalausweis genügen und automatisierte Prozesse in den Behörden voranzutreiben.

### Varianten
Die älteren Fotokabinen funktionieren auf chemischer Basis. So wird ein Fotopapier belichtet und anschließend in verschiedenen Chemikalien entwickelt. Diese tauchen heute immer öfter in Szenevierteln oder in der Nähe von Diskotheken auf, da sich die authentischen Retro-Fotos einer hohen Beliebtheit erfreuen. Mit dem ursprünglichen Zweck, Bilder für Ausweisdokumente zu schießen, hat dies jedoch nicht mehr viel zu tun und wird deshalb als „Spaßfotografie“ bezeichnet. Neuere Automaten, die nach wie vor auf Bahnhöfen zu finden sind, funktionieren vollständig digital.
Einige Automaten ermöglichen die vorherige Auswahl von Stickern oder Ansichtskarten mit diversen Hintergründen als Ausgabemedium. Automaten mit Photo-Stickern kamen zuerst in Japan mit den so genannten Purikura auf, die sich durch zahlreiche weitere fortgeschrittene Funktionen von Fotoautomaten außerhalb Japans unterscheiden.

## Fotobox / Photo-Booth
Eine Fotobox, oft auch als "Photo Booth" (vor allem im englischen Sprachraum) bezeichnet ein interaktives Unterhaltungselement, das bei verschiedenen Veranstaltungen wie Hochzeiten, Geburtstagsfeiern und Firmenevents eingesetzt wird. Im Unterschied zu Fotokabinen sind Fotoboxen meist sehr mobil und lassen sich für Events auf- und abbauen. Sondervarianten wie ein Foto-Bus (Fotobox in einem Camper-Anhänger) oder Magic Mirror (hinter einem Spion-Spiegel) sind nur einer der vielen Erscheinungsformen auf dem Markt.
Technisch variieren Event-Fotoboxen stark: von einfachen Webcams bis hin zu hochwertigen Kamerasystemen und ausgefeilter Software. Die Fotos werden meist per Touchscreen, Button oder sogar durch Gesten ausgelöst. Professionelle Fotoboxen setzen häufig auf Kameras mit hoher Auflösung und nutzen für den Druck das Thermosublimationsverfahren von der Rolle, um schnelle Fotodrucke mobil direkt vor Ort ermöglicht. Auch hier gibt es allerdings große Unterschiede zwischen den Anbietern. In Deutschland gibt es eine große Auswahl an regionalen und überregionalen Anbietern, die eine breite Palette an Qualitätsstufen, Softwarelösungen und Drucksystemen anbieten. Oft werden zu den eigentlichen Fotoboxen noch Requisiten, Overlays und thematisch abgestimmte Hintergründe bereitgestellt, um die Fotos und das Erlebnis individuell zu gestalten oder sich dem des gebuchten Unternehmens anzupassen. Die Vielfalt der verfügbaren Fotoboxen ermöglicht es, für jedes Event und jede Anforderung die passende Lösung zu finden, wobei sowohl die Benutzerfreundlichkeit "Fun-Faktor" als auch die Qualität der Ergebnisse hier im Vordergrund stehen.
Der Markt für Fotoboxen erfreut sich weltweit großer Beliebtheit und Vielseitigkeit. Ein Highlight der Branche ist die weltweit größte Fachmesse "Photo Booth Expo" für Fotobox-Vermieter, Hersteller und Zulieferer, die abwechselnd in Las Vegas und London stattfindet. Auf dieser Messe kommen führende Akteure der Branche zusammen, um die neuesten Trends, Technologien und Produkte rund um Fotoboxen zu präsentieren und zu diskutieren.

## Geschichte
Das erste Patent auf einen Fotoautomaten wurde am 9. Januar 1888 von den Herren Pope und Poole aus Baltimore beantragt. Ein Jahr später, am 22. Januar 1889, wurde das US-Patent erteilt. Am 16. Oktober 1888 erhielt ein Erfinder namens Sacco das französische Patent Nr. 193734 auf eine ebensolche Maschine. Am 20. Februar 1889 schließlich erhielten Christel Föge, Joseph Raders und Carl Griese aus Hamburg das Reichspatent 51081 auf ihren „Apparat zur selbsttätigen Herstellung von Photographien“.
Da bisher keine Unterlagen gefunden wurden, die belegen, dass diese frühen Erfindungen bis zur Marktreife gebracht wurden, muss man davon ausgehen, dass der Automat des Erfinders Ernest Enjalbert (franz. Patent Nr. 196451 vom 4. März 1889) der erste funktionsfähige und öffentlich aufgestellte Fotoautomat war. Er wurde vom 6. Mai 1889 an auf der Pariser Weltausstellung vorgeführt.
In der Folge wurden zahlreiche Patente angemeldet. Einer der ersten wirtschaftlich erfolgreichen Automaten war der Bosco-Photographieautomat des Erfinders Conrad Bernitt aus Hamburg (Reichspatent 58613 vom 16. Juli 1890).
In dieser Zeit stellten alle Automaten Ferrotypien her (Fotos auf Schwarzblech). Der Deutsche Carl Sasse ließ in England 1896 erstmals einen Automaten für das Negativ-Positiv-Verfahren patentieren. Im Jahr 1900 verbesserten die Deutschen Schultze und Vollmann dieses Verfahren. Die Chemische Fabrik auf Aktien (vormals E. Schering) führte mit einem Patent vom 12. Juli 1900 dann das Prinzip des Bildstreifens in die Automatenfotografie ein.
Ein 1894 in Sibirien geborener Jude, Anatol Marko Josephewitz, der sich seit 1921 Anatol Josepho nannte, wanderte 1923 in die USA ein. Er entwickelte die Idee einer Fotokabine, meldete sie 1925 zum Patent an, baute sie mit geliehenem Geld und stellte einen ersten Prototyp auf dem Broadway auf. Er nannte seine Maschine und seine Firma Photomaton. Das Unternehmen war so erfolgreich, dass Josepho die US-Rechte daran im März 1927 (also noch vor der Patenterteilung) für eine Million Dollar an ein Konsortium von Geschäftsleuten verkaufen konnte.
Josepho hatte eine Kabine konstruiert, die abgesehen von der Vorderseite allseits geschlossen war (also auch mit Deckel). Viele der ersten Photomaton-Kabinen wurden in Kaufhäusern aufgestellt. Damit das Blitzlicht des Automaten nicht allzu sehr den Verkauf störte, brachten die Kaufhausbetreiber Vorhänge an den Vorderseiten der Kabinen an. Diese „Abgeschlossenheit“ bei der Aufnahme brachte Photomaton dann den Erfolg. Später wurden solche Vorhänge Bestandteil aller Fotokabinen.